# Toni Jiménez
Antonio Jiménez Sistachs (né le 12 octobre 1970 à La Garriga près de Barcelone), est un footballeur espagnol, qui évoluait au poste de gardien de but.

## Palmarès

### Club
- Segunda División : 1993-94
- Coupe d'Espagne : Finaliste 1999-2000

### International
- Jeux olympiques : 1992

### Individuel
- Trophée Zamora : Segunda División 1993-94, Liga 1997-98